# مستشفى الدمرداش
مستشفى الدمرداش يتبع لكلية الطب جامعة عين شمس. يقع بحي العباسية في القاهرة.

## التاريخ
تأسس مستشفى الدمرداش وكان مستشفى خيريًا سنة 1931 (الموافق 1350 هجرية ) من قبل الشيخ عبد الرحيم مصطفى الدمرداش باشا باسم المستشفى الخيري. أنشأت كلية للطب بداخله سنة 1947 فكانت ثالث كلية طب في مصر. بعد إنشاء جامعة عين شمس ضمت إليها كلية الطب سنة رسمياً 1950 . لاحقا جرى تحديث وإنشاء العديد من الأقسام منها:
- مستشفى الدمرداش الجامعي مخصص للأقسام الجراحية فقط
- مستشفى عين شمس الجامعي مخصص للأقسام الباطنية
- مستشفى النساء والولادة
- مستشفى الأطفال - قسم طب الأطفال- كلية الطب
- مجمع الإدارة المركزية للمستشفيات
- بنك الدم ومركز السموم والمعامل
- مبنى العيادات الخارجية والمناظير
- قسم جراحة التجميل والإصلاح وعلاج الحروق
- قسم جراحة العظام
- قسم جراحة المسالك البولية
- قسم جراحة المخ والأعصاب
- قسم جراحة أنف وأذن وحنجرة
- قسم التخدير والرعاية المركزة وعلاج الألم

يحتوي المستشفى على :
- 664 سريرا لقسم الرعاية
- سرير لقسم الرعاية
- حجرة عمليات منهم 7 حجرات في قسم الطوارئ
- يبلغ عدد المترددين حوالي 48 ألف مريض سنويا
- يبلغ عدد المترددين على العيادات الخارجية 102 مريض
- متوسط عدد الدخول 36 ألف مريض سنويا